# Episodi di Telephone Time (prima stagione)
La prima stagione della serie televisiva Telephone Time è andata in onda negli Stati Uniti dall'8 aprile 1956 al 29 luglio 1956 sulla CBS.
| nº | Titolo originale                    | Prima TV USA   |
| -- | ----------------------------------- | -------------- |
| 1  | The Golden Junkman                  | 8 aprile 1956  |
| 2  | Man with a Beard                    | 15 aprile 1956 |
| 3  | Captain from Kopenick               | 22 aprile 1956 |
| 4  | Borders Away                        | 29 aprile 1956 |
| 5  | The Mystery of Caspar Hauser        | 6 maggio 1956  |
| 6  | The Stepmother                      | 13 maggio 1956 |
| 7  | Time Bomb                           | 20 maggio 1956 |
| 8  | Emperor Norton's Bridge             | 27 maggio 1956 |
| 9  | The Man Who Believed in Fairy Tales | 3 giugno 1956  |
| 10 | Harry in Search of Himself          | 10 giugno 1956 |
| 11 | Felix the Fourth                    | 17 giugno 1956 |
| 12 | Smith of Ecuador                    | 24 giugno 1956 |
| 13 | The Gingerbread Man                 | 1º luglio 1956 |
| 14 | Joyful Lunatic                      | 8 luglio 1956  |
| 15 | The Key                             | 15 luglio 1956 |
| 16 | Grandpa Changes the World           | 22 luglio 1956 |
| 17 | Again the Stars                     | 29 luglio 1956 |

## The Golden Junkman
- Prima televisiva: 8 aprile 1956
- Diretto da: Roy Kellino
- Scritto da: Donald S. Sanford

### Trama
- Guest star: Ronald Anton (giovane Phillip), Peter Brocco (Constantin), Leslie Denison (professore Caudle), Jimmy Baird (giovane Alex), Lon Chaney, Jr. (Jules Samenian), Robert Arthur (Alex), Corey Allen (Phillip), Marshall Bradford (professore Scott)

## Man with a Beard
- Prima televisiva: 15 aprile 1956
- Scritto da: John Nesbitt

### Trama
- Guest star: Beverly Washburn (Susan), Walter Coy (Joe Palmer)

## Captain from Kopenick
- Prima televisiva: 22 aprile 1956
- Diretto da: John Mortimer, László Benedek
- Scritto da: Norman Lessing

### Trama
- Guest star: Emmett Kelly

## Borders Away
- Prima televisiva: 29 aprile 1956

### Trama
- Guest star: Arthur Space, James Dobson, Scotty Beckett

## The Mystery of Caspar Hauser
- Prima televisiva: 6 maggio 1956

### Trama
- Guest star: Robert Barrat (dottor Graff), Sidney Gordon (Hansel), Henry Daniell (Von Feuerbach), John Parrish (Warden Hill), Michael Landon (Caspar Hauser), Wright King (Hans), Terence de Marney (borgomastro), Connie Gilchrist (Anna)

## The Stepmother
- Prima televisiva: 13 maggio 1956

### Trama
- Guest star: Ronald Foster (Dennis), Ronnie Lee (Abraham Lincoln), James Anderson (Tom Lincoln), Rita Lynn (Sarah Lincoln), Susan Whitney (sorella), Frances Karath (Elizabeth)

## Time Bomb
- Prima televisiva: 20 maggio 1956

### Trama
- Guest star: Osa Massen, Steven Geray

## Emperor Norton's Bridge
- Prima televisiva: 27 maggio 1956
- Diretto da: Roy Kellino
- Scritto da: Donald S. Sanford

### Trama
- Guest star: Jan Merlin, Ted de Corsia, Robert Tafur, Robert Bice, Ralph Neff, Sammee Tong, Salvador Baguez, Carleton G. Young, Sean McClory, Edgar Stehli

## The Man Who Believed in Fairy Tales
- Prima televisiva: 3 giugno 1956
- Diretto da: László Benedek
- Soggetto di: John Nesbitt

### Trama
- Guest star: John Mylong, Fred Essler, Stafford Repp, Dan Seymour, Ramsay Hill, Herb Deans, John Abbott (Russian Assistant), Kathleen Hughes (Mrs. Schliemann), Walter Kingsford (Papa Schliemann), Robert Middleton (Heinrich Schliemann)

## Harry in Search of Himself
- Prima televisiva: 10 giugno 1956

### Trama
- Guest star:

## Felix the Fourth
- Prima televisiva: 17 giugno 1956

### Trama
- Guest star: Argentina Brunetti, Pedro Gonzalez Gonzalez (Felix)

## Smith of Ecuador
- Prima televisiva: 24 giugno 1956

### Trama
- Guest star:

## The Gingerbread Man
- Prima televisiva: 1º luglio 1956
- Diretto da: Lewis Allen
- Scritto da: John Nesbitt

### Trama
- Guest star: Barry Truex (capitano Hamilton), Celia Lovsky (Mama Ludwick), Hugo Haas (Christopher), Norbert Schiller

## Joyful Lunatic
- Prima televisiva: 8 luglio 1956

### Trama
- Guest star: Peggy Converse, Alexander Scourby (Joseph Priestly)

## The Key
- Prima televisiva: 15 luglio 1956

### Trama
- Guest star: Beverly Washburn (Laura Bridgman), Kevin McCarthy (Samuel Howe), Howard Wendell (dottor Mussey), Richard Hale (padre Howe)

## Grandpa Changes the World
- Prima televisiva: 22 luglio 1956
- Diretto da: Lewis Allen
- Scritto da: John Nesbitt

### Trama
- Guest star: Reginald Denny (governatore Casby), John Eldredge (Alexander), Patricia Blair (Mary), Terence de Marney (procuratore distrettuale), Peter Hansen (Smith), Barney Phillips (Zenger), Leonard Carey (Associate Justice), George Pelling (ufficiale pubblico), Anthony Eustrel (presidente della corte suprema), Thomas Mitchell (Andrew Hamilton)

## Again the Stars
- Prima televisiva: 29 luglio 1956

### Trama
- Guest star: Nestor Paiva, Robert Ellenstein